# Mega-CD
Le Mega-CD ou Mega CD, également connu sous le nom de Sega CD en Amérique du Nord, est un périphérique destiné à la console de jeu vidéo Mega Drive de Sega. Il s'agit d'un lecteur de CD-ROM permettant de lire des jeux au format CD-ROM, des CD Audio et des CD-G. Il fut commercialisé fin 1991 au Japon, en 1992 aux États-Unis et en 1993 en Europe.

## Historique
Le développement du Mega-CD était top-secret, les programmeurs de jeux ne savaient pas pour quel produit ils concevaient jusqu'à ce que le Mega-CD ait été finalement montré à l'exposition de jouet de Tōkyō au Japon. Le Mega-CD a été conçu pour concurrencer au Japon la PC Engine, qui avait une unité de lecteur de CD-ROM séparé.
Au début, le Mega-CD était une unité de CD sur plateau, qui était sous la console. Le Mega-CD 2 était une évolution plus petite, meilleur marché, et se branchait à côté de la Mega Drive. Ainsi le Mega-CD 2 s'encastre parfaitement dans la Mega Drive II. Le Mega-CD 2 est compatible avec la première version de la Mega Drive, et afin d'éviter que celle-ci dépasse de son support, un module plastique additionnel maintenu par une plaque métallique et deux vis était proposé, afin d'adapter la longueur du Mega-CD 2 à celle de la Mega Drive.

## Lancement
Après la commercialisation de l'extension CD-ROM de la PC-Engine fin 1988 au Japon, Sega et Nintendo songeraient à développer leur propre support CD-Rom. En 1990, la presse japonaise évoque une extension CD-ROM pour la Mega Drive. L'extension est finalement dévoilée en juin 1991 lors du Tokyo Toy Show,. Quelques mois plus tard, le Mega-CD est commercialisé au Japon le 12 décembre 1991, le prix est fixé à 49 800 ¥ et deux jeux sont disponibles pour le lancement : Heavy Nova et Sol-Feace. Onze mois après la sortie au Japon, l'extension est lancée aux États-Unis sous le nom de Sega CD en avant-première le 11 novembre 1992 via la chaine de magasins Toy Works (en),. Le prix de lancement du Sega CD est fixé à 299 $, Toy Works (en) obtient par ailleurs une disponibilité exclusive durant une semaine avant que l'extension ne soit distribuée chez tous les détaillants de jeux vidéo.
En Europe, le Mega-CD passe d'abord par le Royaume-Uni, où le produit est commercialisé le 2 avril 1993 avec 70 000 exemplaires expédiés à 269,99 £ l'unité,. Le même mois, l'Italie distribue la première version du Mega-CD via Giochi Preziosi avec les titres Cobra Command et Sol-Feace,. La Suède est le troisième pays européen à recevoir l'extension, avec une sortie le 27 mai 1993 et à très peu d'exemplaire, entre 2000 et 3000 Mega-CD. Les autres territoires européens devront patienter jusqu'au mois de septembre 1993, qui verront sortir la seconde version du Mega-CD, baptisée sobrement Mega-CD II,,. L'Espagne distribue le Mega-CD 2 le 1er septembre 1993 avec un prix de vente à 49 990 pts, comprenant l'extension et le jeu Road Avenger,. Les Pays-Bas vendent le Mega-CD à partir du 7 septembre 1993. La France met en vente le Mega-CD II sur son territoire le 8 septembre 1993 accompagné du jeu Road Avenger,  vendu à 1 990 frs. Le même pack, extension plus le jeu Road Avenger est proposé en Allemagne au prix de 599 DM à la mi-septembre.
Dans le reste du monde, le Mega-CD est vendu en Australie fin mars 1993 au prix de 699 $,. Durant la même période, la Corée du Sud passe par Samsung Electronics pour distribuer l'extension, qui porte le nom de « CD Aladdin Boy ». Le Brésil distribue le Mega-CD via la société de jouets Tectoy en octobre 1993.

### Accueil
Sega voulut présenter la puissance du Sega-CD en se concentrant sur l'exportation des jeux en full motion video (FMV), utilisation de films pour illustrer le jeu, laissant de côté des jeux plus traditionnels, moins impressionnants visuellement, mais qui pouvaient tirer profit de l'espace mémoire supplémentaire du média CD. Les jeux FMV sont visuellement réussis, mais ils ennuyèrent les joueurs par leur gameplay et leur interactivité limitée. Une autre critique concernait la bibliothèque de titres, composée de shovelware, jeux déjà existants où sont seulement ajoutées des modifications mineures, généralement une bande sonore remastérisée ou des vidéos, ainsi que le faible développement de titres spécifiques au Mega-CD.
Le lecteur CD simple vitesse ajoutant des temps de chargement aux jeux, les graphismes en 64 couleurs et un processeur sous-puissant pour le rendu vidéo seront les grosses faiblesses de ce système.
Finalement, le Sega-CD ne convaincra pas les joueurs américains, principalement à cause de son prix. Pour toutes ces raisons, la chute des ventes démarra en 1993, et finit avec l'abandon du périphérique en 1996.

## Modèles

### Mega-CD
|  | Mega-CD Sega CD      |
|  | Mega-CD 2 Mega-CD II |

Plusieurs modèles Mega-CD sont commercialisés, la première version concerne le Japon puis le Royaume-Uni, l'Italie et la Suède pour l'Europe. Elle est caractérisée par son tiroir en façade pour le lecteur de disque 12 cm et le branchement de la Mega Drive passe par le haut du Mega-CD. Les autres pays européens (France, Allemagne, Espagne…) commercialisent le Mega-CD II. Ce modèle change de design, il est conçu pour la Mega Drive II, l'insertion du CD se fait à l'aide du capot situé au-dessus de l'extension. La Mega Drive se branche sur le côté. 

### Wondermega
|  | - RG-M1 - JVC     |
|  | - HWM-5100 - Sega |
|  | - RG-M2 - JVC     |

En juillet 1991, Sega annonce le développement d'un nouveau produit avec Victor Company of Japan, qui combine la Mega Drive et le Mega-CD. Le plan de vente est finalisé le 26 février 1992, Wonder Mega est le nom donné au produit, JVC et Sega produisent chacun leur modèle,. JVC sort son modèle le 1er avril 1992 au prix de 82 800 ¥ et Sega le 24 avril 1992 au prix de 79 800 ¥,. Une année plus tard, JVC produit une nouvelle version de la Wondermega, le modèle Wonder RG-M2 qui est accompagné d'une nouvelle manette à 6 boutons. Ce modèle sort le 2 juillet 1993 uniquement au Japon à 59 800 ¥. La manette a des fonctionnalités de télécommande, comme le réglage du volume et allumer/éteindre la télévision.

### Sega Multi-Mega
|                                                      |
| Sega Multi-Mega Sega Genesis CDX Sega Multi-Mega CDX |

En 1994, Sega produit le Sega Multi-Mega, l'objet ressemble à un baladeur CD transportable qui est donc équipé d'un lecteur CD ainsi que d'un port cartouche. Le Sega Multi-Mega combine lecteur CD, Mega Drive et Mega-CD. Le produit est baptisé « Sega Genesis CDX » en Amérique du Nord et « Sega Multi-Mega CDX » au Brésil. La version américaine est commercialisée en mars 1994 au prix de 399,99 $. Le pack comprend une manette arcade à six boutons et trois jeux : Sonic CD, Ecco the Dolphin et la collection Sega Classics Arcade. En France, le pack est vendue 3 290 frs avec les jeux Sonic 2, Ecco the Dolphin et Road Avenger.

### JVC X'Eye
Après le Japon, JVC produit un nouveau modèle, RG-M10, qui porte le nom de X'Eye et qui est destiné pour le marché américain. Le X'Eye est commercialisé aux États-Unis en avril 1994 avec un prix fixé à 499,99 $. Le pack est livré avec trois softs : Encyclopédie Compton, Prize Fighter et un CD+G Karaoké comprenant six chansons.

### Aiwa CSD-GM1
Le 1er septembre 1994, Aiwa commercialise exclusivement au Japon un radio-cassette CD qui combine la Mega Drive et le Mega-CD, son prix est fixé à 45 000 ¥.

## Spécifications techniques

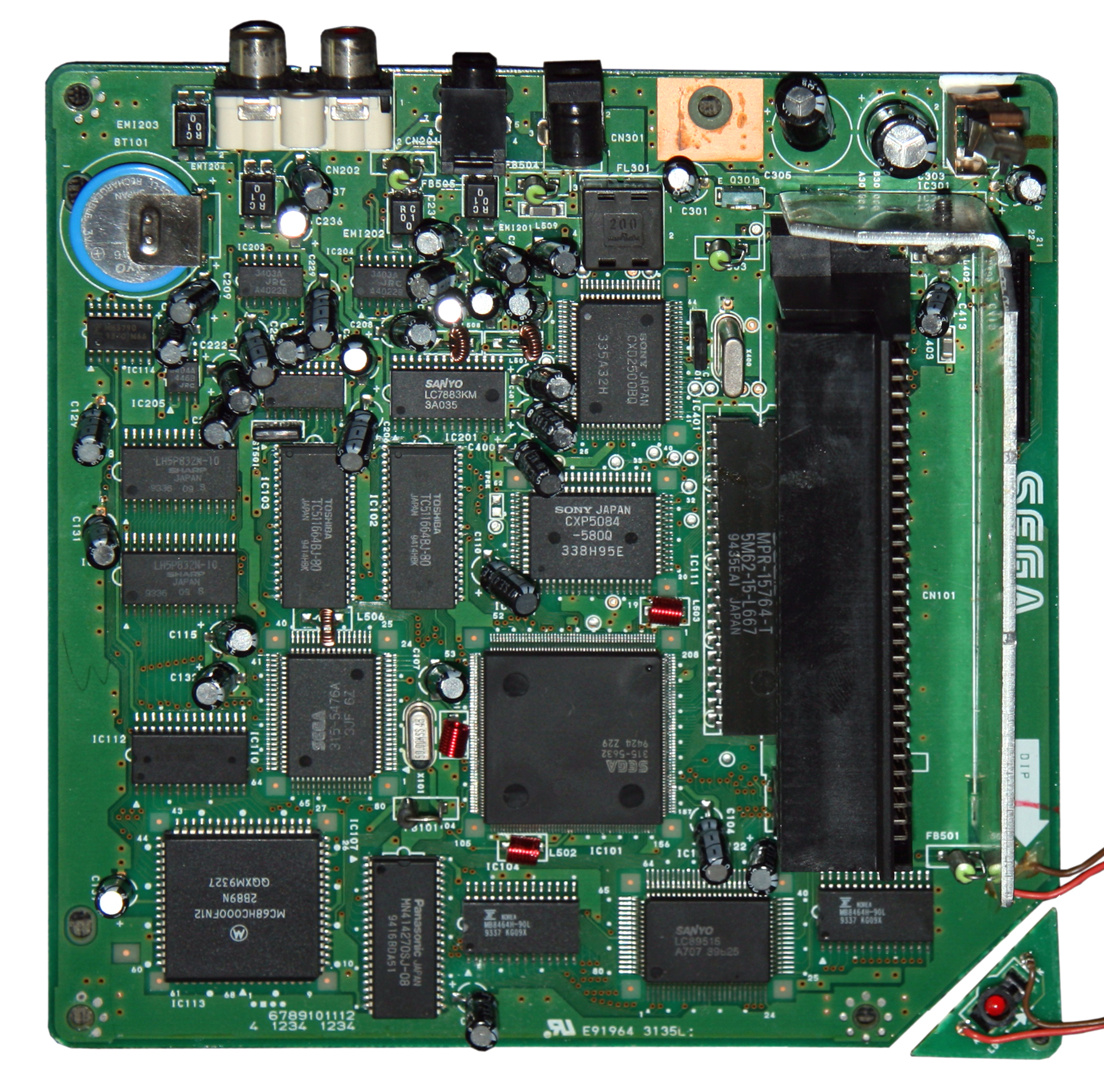
Carte mère du Mega-CD

### Processeur principal
- Motorola 68000, cadencé à 12,5 MHz

### Graphisme
- Processeurs graphiques : ASIC
- Nombre de couleurs simultanées sur l'écran : 
  - 64 (cette limite peut grimper jusqu'à 128 couleurs par l'intermédiaire du mode « Hold And Modify » HAM)
  - 128 à 256 couleurs disponibles dans les modes Cinepak et de TruVideo
- Résolution : 320 × 224 pixels et 256 × 224
- Effets de sprite, tels que l'agrandissement et la rotation

### Mémoire
- Mémoire principale: 512 kio
- Mémoire cache du lecteur CD : 128 kbit
- Mémoire de sauvegarde : 64 kbit

### Stockage
- Taux de transfert du lecteur CD : 150 ko/s (1x)
- Stockage : CD-ROM de 500 Mo (équivalents à 62 minutes de données audio, entre 1,5 et 4 heures de vidéo d'1/4 d'écran en noir et blanc, et 45 minutes en couleurs)

### BIOS
- Taille : 1 Mo
- Temps d'accès moyen : 800 ms
- Mise à jour logicielle

| Révision du BIOS | Machine |
| ---------------- | --- |
| 0.6              | Mega CD original. Ce périphérique a été vendu 5 mois avant sa sortie officielle avec un BIOS inachevé et flashable. Ce Mega CD était cadencé à 16,73 MHz, mais après la mise à jour 1.0, la cadence est passée à 12,5 MHz. |
| 1.0              | Mega CD original |
| 2.00             | Mega CD2 (Sega CD2 en Amérique du Nord) |
| 2.05             | Mega CD2 |
| 2.10             | Mega CD2 |
| 2.21             | Sega Mega LD (Japon), Sega Multimega (Europe) (CDX en Amérique du Nord) |

### Son
- Son : Le Mega-CD ajoute 10 canaux sonores supplémentaires au SPU existant de la Mega Drive (le YM2612).
  - 8 canaux PCM stéréo
  - Mémoire sonore PCM : 64 Ko
  - Taux d'échantillon maximum : 32 kHz (44,1 kHz pour CD-DA) 16 bit
  - Filtre numérique de suréchantillonnage interne, 8x
  - Plage de fréquence : 20 Hz - 20 kHz, rapport signal/bruit : > 90 dB à 1 kHz, séparation des canaux : 90 dB

### Autres
- Sorties : RCA stéréo, péritel
- Dimensions : 301 × 212,5 × 112,5 mm
- Poids : 1,4 kg